# Katica Ćuławkowa
Katica Ćuławkowa (mac. Катица Ќулавкова, ur. 21 grudnia 1951 w Wełesie) – macedońska pisarka i filolog, specjalizująca się w teorii literatury oraz hermeneutyce literackiej.
Studiowała literaturę na Uniwersytecie Świętych Cyryla i Metodego w Skopju, na Sorbonie oraz Uniwersytecie w Zagrzebiu. Na tej ostatniej uczelni, w 1996 roku, uzyskała stopień doktora. Pracowała jako profesor teorii literatury, kreatywnego pisania oraz hermeneutyki literackiej na Uniwersytecie Świętych Cyryla i Metodego w Skopju.
W 1975 roku wydała pierwszy tomik poezji, zatytułowany Błagowesti (Zwiastowanie). Opublikowała piętnaście zbiorów poezji, a także siedemnaście książek dotyczących teorii literatury.

## Wybrana twórczość

### Poezja
- Благовести (1975)
- Акт (1978)
- Нашиот согласник (1981)
- Нова пот (1984)
- Жедби: престапни песни (1989)
- Домино (1993)
- Меѓусвет (2000)
- Слеп агол (2003)
- Тенок мраз (2008)
- Голо око (2010)
- Кога ни гореше под нозете (2013)
- Хаику елегии (2014)
- Mои страсти, мои страданија (2019)